# Одая (Ниспоренский район)
Одая (рум. Odaia) — село в Ниспоренском районе Молдавии. Наряду с сёлами Шишкань и Дрождиень входит в состав коммуны Шишкань.

## География
Село расположено на высоте 144 метров над уровнем моря.

## Население
По данным переписи населения 2004 года, в селе Одая проживает 186 человек (86 мужчин, 100 женщин).
Этнический состав села (на 2004 год):
| Национальность | Число жителей | Процентный состав |
| -------------- | ------------- | ----------------- |
| молдаване      | 172           | 92.47             |
| румыны         | 12            | 6.45              |
| русские        | 2             | 1.08              |
| Всего          | 186           | 100%              |